# 浙江省方言类电视节目
浙江省电视方言类节目，较早可考的始於1994年。在2006年節目全盛期，收視覆蓋小學生至中老年，社會影響包括了振興浙江風土文化（尤其促成杭劇復生）、糾正方言觀感、推動方言經濟。節目類型一度包括戲說新聞、情景栏目喜剧、譯制片、電視劇等。

## 歷史
中国大陆电视方言类节目在1990年代中期在各省分别啟播，而浙江较早可考为1994年杭州电视台由徐涛主持的《阿通伯说新闻》，屬戲說新聞類型节目。至於浙江的普通話電視節目，則早至1960年10月1日啟播的浙江电视台。浙江方言電視節目面向浙江98%以上说吴语的人口。
浙江在2004年初－2007年7月播出42檔方言節目。2005年底杭州《每日商報》指出本土的方言情景喜劇在電視播映時間越來越少，形成對比的是，2004年中國中央電視台播放《老友记》以來，《老友记》、《慾望城市》等美國情景喜劇在浙江影碟出租市場大熱。2004年元旦啟播的杭州电视台《阿六头说新闻》，開啟了2004年長江三角州以至浙江的方言类节目热潮。
至2013年，據中國中央电视台大型节目中心副主任周濤掌握，浙江等全國各省的电视方言类节目僅餘30幾檔。更詳細參見中国大陆电视方言类节目。

## 觀眾反響
| 方言戲說新聞節目觀眾（2007年） | 方言戲說新聞節目觀眾（2007年） |
| 觀眾出生年                     | 佔比                           |
| ------------------------------ | ------------------------------ |
| 1993-2003年生                  | 4%                             |
| 1983-1992年生                  | 9%                             |
| 1973-1982年生                  | 12%－14%                       |
| 1963-1972年生                  | 18%－20%                       |
| 1953-1962年生                  | 27%－28%                       |
| 1943-1952年生                  | 17%－19%                       |
| 1943年以前生                   | 8%－11%                        |

在2006年浙江方言節目全盛期，其熱度不限於傳統的中老年受眾，不少小學生要看完节目才睡。宁波電視台的方言節目收視破表，需要重制統計表。收視的年齡分層見右表。
方言節目普遍受當地和外地人觀眾歡迎，包括杭州、寧波、台州。例如《来发讲啥西》尤受新寧波人喜歡，2005年調查300戶寧波住戶僅7%不贊成該節目，這7%的理由是「听惯了普通话会感到不习惯」。杭州師範大學中文系教授殷作炎擔心「杭州方言类电视节目的增多会显出城市的小家子气」，浙江工业大学播音系教授付永玲肯定杭州的方言調解紛爭节目营造社会和谐，在浙江公共頻道营造了能掏心里话的环境。

## 社會影響

### 振興浙江風土文化
2004年浙江興起的方言戲說新聞節目融合浙江曲藝，節目內容亦特意介紹曲藝，促成杭剧团2009年復團，令杭劇復生——1968年杭剧在文革時被打為牛鬼蛇神令剧团被撤消至2009年。電視方言節目也促成多種吳語曲藝在2006-2011年成為国家级非遗及浙江省非遺。2011年方言節目介绍浙江博物馆的館藏及浙江歷史，令訪客創新高。
浙江電視台方言民生新聞節目《范大姐帮忙》《小强热线》的效果獲來自外省克拉瑪依的浙江工业大学播音系教授付永玲肯定，「从民生节目的另一个角度开掘，方言本身就是文化，方言类民生节目不仅弘扬了区域文化，还保护了地方文化，就如同保护江南水乡的风景风貌一样。」

### 糾正方言觀感
浙江電視台《錢塘老娘舅》是以方言調解民事糾紛的節目，調解人的方言能温婉、能严肃、有權威、有法律素養。浙江师范大学党委副书记、前中文系主任张先亮指出「许多人都认为方言是市井俚语，是上不了台面的话，但是《阿六头》的成功正好驳斥了这种错误观点」。节目全盛期，平常講普通話的浙江學生也對节目的方言對白瑯瑯上口。

### 方言經濟
浙江方言節目推動方言家庭教師市場、方言培訓班市場。方言節目挽救了地方電視台收視。杭州、宁波、温州、绍兴、台州的吳語戲說新聞節目家喻戶曉，這5個城市的主持担任了中国联通「如意通」品牌浙江代言人。

## 播出時段
播出時段，2007年3月14日浙江省廣電局發文，自4月1日限制浙江每個市最多6檔節目（電視台與電台合計），每檔限每天半小時，換言之全市每天最多能播3小時，其中「黄金时间晚上7点到9点电视台不得播出方言」，一時議論紛紛。《浙江都市网》網上調查499名讀者，贊同、反對、無所謂分別佔41%、41%、19%。由中國國家廣電總局對全國方言節目施加的更多時段規定，見中国大陆电视方言类节目。

## 節目類型與限制

### 譯制片的限制
2004年10月广电总局禁令規定「一律不得播出」外國節目的漢語方言譯製片，矛頭指向風行全國地方電視台的《猫和老鼠》方言译制版（英語譯方言），為了應對，各省電視台改為譯製港產片（由粵語譯其他方言），例如浙江宁波电视台2005年10月啟播以吳語為電影配音的節目《阿国电影》。2007年浙江廣電局禁止普通话電視劇譯製為方言。

### 電視劇的限制
2005年广电总局扩大限制，所有電視劇均不得使用方言，国家广电总局副局长胡占凡解釋禁令是因為“群众意见很大”，《内蒙古晨报》為浙江等省抱不平，“杭州电视台以浙江方言播出的《阿六头说新闻》...很受当地观众的欢迎和追捧，节目的收视率都排在当地所有电视节目的前列。而且这些方言类的节目并没有出现广电总局相关官员所说的‘群众意见很大’那样的后果，反而是‘广大人民群众喜闻乐见’。”
然而，方言電視劇的禁令綱開一面放過了趙本山主演、含大量辽宁铁岭方言的《馬大帥3》（2005），各省一片批評之聲。中央人民广播电台中国之声文化观察员裴鈺指出中国的官话、吴语（浙江98%人口使用）、客家话、闽语、粤语、湘语、赣语、晋语、徽语的方言影視劇都應被一視同仁得到支持，百花齊放。關於方言電視劇的全國禁令的更多討論，見中国大陆电视方言类节目。

### 情景欄目喜劇、其他
2005年杭州《每日商报》指出方言情景欄目喜劇的內容落入家长里短的俗套。湖南工業大學傳播系教授李军林指出「方言类新闻节目过分地还原生活，弱化了媒体的舆论引导功能，如《阿六头说新闻》之类的栏目，容易在对生活的还原中迷我自我，...满足中低层市民的喜好和品味，缺少理性意义上的引导」。
2007年浙江廣電局限制少儿节目使用方言。

## 節目舉隅
浙江电视方言类节目較有代表性的有：《阿通伯说新闻》，被中國傳媒大學廣告學院《媒介》雜誌評選為「2007中國原創廣播電視欄目40佳」。
其他有：嘉興《今朝多看点》、宁波《来发讲啥西》（2005年2月1日－？）、象山《夜到讲白搭》（？－？）、舟山《講撥儂聽》、绍兴《师爷说新闻》（2005年1月－？）、温州《百晓讲新闻》（2004年6月1日－？）、金华《二十分可乐》（2006年1月8日－2011年底）及《新闻节节棒》、台州《阿福讲白搭》、杭州《本塘第一剧》（2006年1月1日－2009年7月），杭州《我和你说》（2004年4月26日－？）、杭州《我愛杭州佬》（2003年－2008年10月28日）等。

## 腳註
1. ↑  由CSM媒介研究統計2007年上半年浙江《阿六头说新闻》、《我和你說》兩檔節目的收視。[4]
2. ↑  《阿国电影》起初僅為《天然舞台》節目內的欄目，2005年10月31日獨立成一檔節目。[37]

## 引用來源
1. 1 2  吴雪青. . 浙江传媒学院学报. 2008, (6): 12.
2. ↑  "浙江省方言类节目现状分析及对策研究" (浙江省社科联研究课题项目编号：07N64），《浙江社科联年鉴2007》。
3. ↑  . . 2007-03-30  [2024-08-06]. （原始内容存档于2024-08-06）.
4. 1 2 3 4 5 6 7  李军林. . 《新闻知识》. 2011, (9): 31-33.
5. ↑   (PDF). 傳播與社會學刊. 2016: 166-167  [2024-08-06]. （原始内容存档 (PDF)于2024-07-13）.
6. ↑  潘祥辉. . 浙江师范大学学报. 2010, 35 (3).
7. 1 2  王婷. . 浙江日报. 2005-04-07. （原始内容存档于2020-09-03） –中華人民共和國教育部官網. 说吴语的人占全省总人口的98%以上
8. ↑  林坪. . rfa. 2004-01-19  [2024-08-06]. （原始内容存档于2024-08-06）.
9. 1 2 3  陈群. . 每日商报. 2005-09-21  [2021-02-05]. （原始内容存档于2021-02-05） –东方网.
10. ↑  张凡. . 澎湃新闻澎湃号. 2019-07-27. （原始内容存档于2020-09-03）.
11. ↑  时统宇; 张婧. . 浙江在线·新闻实践. 2006-05-01  [2024-08-06]. （原始内容存档于2024-08-06）.
12. ↑  周涛. . 《中国广播电视学刊》. 2013, (7): 68.
13. ↑  李稹. . 观察与思考. 2006, (4)  [2020-12-22]. （原始内容存档于2006-03-22） –新浪財經.
14. 1 2  楼菁. 2006级新闻系 , 编.  (PDF). 大宁波 (浙江大学宁波理工学院法律与传媒分院). 2009-06-12, (1): B4  [2024-08-06]. （原始内容存档 (PDF)于2024-07-31）.
15. ↑  张先亮; 王敏. . 《浙江社会科学》. 2013, (9).
16. 1 2  顾华达. . 寧波晚報. 2005-02-05: 第3版 –新浪新聞.
17. ↑  丹娜. . 现代金报 (新华社浙江分社). 2014-01-07. （原始内容存档于2020-12-16） –騰訊娛樂.
18. 1 2  吕净净. . 《视听纵横》 (浙江省广播电视局). 2007, (3)  [2020-12-22]. （原始内容存档于2020-12-22） –台州广播电视总台官方网站.
19. ↑  王婷. . 浙江日报. 2005-04-07. （原始内容存档于2020-09-03） –中華人民共和國教育部官網.
20. 1 2 3  付永玲. . 浙江工业大学学报. 2019, (1): 103.　又刊：付永玲. . 姚喜双  (编). . 高等教育出版社. 2022.
21. 1 2 3  罗昕; 陶丽. . 《新闻知识》. 2012, (7)  [2020-12-14]. （原始内容存档于2020-09-03）.
22. ↑  王婷; 孔玉莉. . 浙江日報. 2007-03-07  [2020-12-23]. （原始内容存档于2007-03-10）.
23. 1 2 3  王硕. . 新闻传播. 2015, (22).
24. ↑  姜雄. . 杭州日报. 2013-11-01  [2020-12-19]. （原始内容存档于2020-12-19） –杭州政府官網. 十年浩劫开始了，杭滑被“砸烂”，明星一夜间变成了牛鬼蛇神。今天杭滑院长刘笑声的父亲刘剑士，当年是杭滑的编剧，被关进了牛棚。
25. ↑  王丽; 黎莉; 王静. . 錢江晚報. 2008-07-26: A4版  [2020-12-19]. （原始内容存档于2020-12-19）. 原以为杭剧可以走上正轨，然而“文革”开始后，批判鬼戏、批判才子佳人戏，却让刚刚兴旺的杭剧遭到了毁灭性的打击。剧团撤销，人员下放改造，杭剧团从此不复存在。......让消失40年后的杭剧重获新生才是他们最想要看到的
26. ↑  . 中国博物馆协会官网. 2012-05-07  [2020-12-19]. （原始内容存档于2020-12-19）.
27. ↑  张先亮; 王敏. . 《浙江社会科学》. 2013, (9): 140.
28. ↑  . 台州日报. 2007-02-09  [2020-12-22]. （原始内容存档于2020-12-21）.
29. ↑  . 台州广播电视总台官方网站. 2012-09-13  [2020-12-22]. （原始内容存档于2020-12-21）. 結集於《创新之源：优秀论文集（上）》，江琴宁（編），五年飞飏系列丛书.
30. 1 2 3 4  . 浙江省广播电视局. 2007-08-15. 轉於：. 安徽亳州市电视台副台长冯大鹏的新浪博客. 2010-07-08  [2020-12-28]. （原始内容存档于2020-12-23）.
31. ↑  朱小红. . 浙江都市网 (新华社浙江分社). 2007-03-14. （原始内容存档于2020-09-02）.
32. ↑  王磊. . 钱江晚报. 2007-03-20  [2024-08-06]. （原始内容存档于2024-08-06）.
33. ↑  . 浙江都市网 (新华社浙江分社). 2007年  [2020-12-14]. （原始内容存档于2020-09-02）.
34. ↑  . 广电总局. 2004-10-13  [2020-12-22]. （原始内容存档于2020-12-22）.
35. ↑  朱烁. . 北京晨报. 2004-10-21  [2020-12-22]. （原始内容存档于2004-10-23） –新浪新聞.
36. ↑  王晓晶; 赵培. . 法制晚报. 2004-10-20  [2020-12-22]. （原始内容存档于2004-11-27） –搜狐娱乐.
37. ↑  阿国电影主持人. . 中国宁波网-民生e点通天一论坛. 2006-01-15  [2021-01-25]. （原始内容存档于2020-12-18）.
38. ↑  广电总局. . 2005-10-08  [2020-12-18]. （原始内容存档于2020-09-08） –中国政府门户网站.
39. ↑  . 人民网. 2006-04-01  [2020-12-18]. （原始内容存档于2006-04-05） –新浪.
40. ↑  郝芳芳. . 内蒙古晨报. 2006-04-17  [2024-08-06]. （原始内容存档于2024-08-06）.
41. ↑  查俊. . 检察日报. 2005-10-18  [2021-02-04]. （原始内容存档于2020-09-09）. 摘要版由人民網輯錄於：. 人民网. 2005-10-18  [2021-02-04]. （原始内容存档于2021-02-02）.
42. ↑  端木; 牛文怡. . 文摘周報. 2005-10-25  [2021-02-04]. （原始内容存档于2020-09-08）. 此文摘是綜合了兩份稿，包括：端木. . 中国青年报. 2005年10月18日  [2021-02-04]. （原始内容存档于2020-09-08）.、牛文怡. . 新京報. 2005年10月14日  [2021-02-04]. （原始内容存档于2006-01-02） –人民網.
43. ↑  李姝; 范东波. . 华西都市报. 2005年10月15日  [2021-02-04]. （原始内容存档于2005-10-28） –新浪娱乐.
44. ↑  Mina. . 网易娱乐专稿. 2009-07-17  [2020-12-18]. （原始内容存档于2009-07-21）.
45. ↑  . 钱塘文化 (钱塘文化艺术交流中心). 2017-08-15 –搜狐.
46. 1 2 3 4 5  朱小燕. . 钱江晚报. 2006-02-08  [2020-12-14]. （原始内容存档于2006-03-03）.
47. ↑  史志辉. . 记者摇篮. 2020: 133-134.
48. ↑  陈建平. . 当代电视. 2010, (5).
49. ↑  陆琴芳. . 《青年记者》. 2010: 57-58.
50. ↑  李安娜. . 《传媒评论》. 2016, (6).
51. ↑  庄小蕾. . 今日早報. 2008-10-28  [2020-12-14]. （原始内容存档于2020-09-03）.